# Suhpalacsa reductus
Suhpalacsa reductus är en insektsart som beskrevs av Banks 1931. Suhpalacsa reductus ingår i släktet Suhpalacsa och familjen fjärilsländor. Inga underarter finns listade i Catalogue of Life.